# 被動旅遊
被動旅遊（英語：Bleisure travel）是一种旅游形态，也是一种新兴旅遊模式，指旅游者不是特地前往異地觀光，而是在出差空闲时、出国留学時、走亲访友时利用多餘時間在異地觀光。
被动旅游的概念于1927年由意大利罗马大学讲师马里奥蒂（Mariotti）在《旅游经济》一书中首次提出。BridgeStreet Global Hospitality的調查顯示，這樣的旅遊方式可以消除來自工作或家庭的壓力，且回歸工作崗位時可提升工作效能。